# Thái Vũ (nhà Minh)
Thái Vũ (chữ Hán: 蔡羽, ? – 1541) tự Quỳ Cửu, hiệu Lâm Ốc sơn nhân, người ở Bao Sơn, huyện Ngô, phủ Tô Châu, bố chánh sứ tư Giang Tô, nhà văn hóa đời Minh trong lịch sử Trung Quốc.

## Cuộc đời
Tổ tiên của Vũ là người Trần Lưu . Đời Nam Tống, ông tổ 14 đời của Vũ là Bí thư lang Thái Nguyên từ Đại Lương (tức Khai Phong) dời nhà đến Hàng Châu, lại từ Hàng Châu dời đến Bao Sơn . Ông cha của Vũ đều không hiển đạt, nhưng gia đình vẫn giữ được truyền thống thư hương, tàng trữ rất nhiều sách.
Vũ sớm mồ côi cha, nhờ mẹ là Ngô thị dạy cho đọc sách, viết chữ. Năm 12 tuổi, Vũ có thể làm văn. Đến khi trưởng thành, Vũ đọc hết sách trong nhà. Vũ rất tự phụ, nhận mình làm văn theo phép thời Tiên Tần, Lưỡng Hán, cho rằng thơ của mình theo lối Lý Hạ, từng nói: “Thơ của tôi muốn ở trên thời Ngụy, Tấn, nên mới theo lối Lý Hạ.” Về thư pháp, Vũ được người đời sau liệt vào Ngô Môn thư phái (đứng đầu là Chúc Doãn Minh, Văn Trưng Minh).
Năm Gia Tĩnh thứ 13 (1534), Vũ mới trở thành Cống sanh dù tuổi tác đã cao, trưởng quan thấy tên của ông thì nói: “Đây là ông Thái mà tôi khi còn nhỏ từng nghe tiếng đây mà, nay vẫn bị trì trệ tuyển chọn à?” Vì thế Vũ được đặc thụ làm Nam Kinh Hàn lâm viện khổng mục, ở chức 3 năm thì xin về.
Ngày 3 tháng giêng ÂL năm Gia Tĩnh thứ 20 (1541), Vũ mất tại nhà ở Bao Sơn.

## Tác phẩm
Vũ trước tác Lâm Ốc tập (林屋集) , Nam Quán tập (南馆集), ngày nay vẫn còn. Ngoài ra Vũ còn trước tác Luận thư pháp ngữ quyển (论书法语卷), quen gọi là Thư thuyết (书说), luận văn về thư pháp đời xưa, nội dung chủ yếu bàn về phép “dụng bút”. Thư thuyết được xem tác phẩm lý luận tiêu biểu của Ngô Môn thư phái.
Bút tích của Vũ còn lại không nhiều:
- Bắc Kinh Cố Cung Bác vật viện lưu trữ bản hành thư của Lâm Giải Tấn thi (临解缙诗) vào năm Gia Tĩnh thứ 15 (1536); bản khải thư của Bảo trúc thuyết quyển (保竹说卷) và Du Kim Lăng thi phiến hiệt (游金陵诗扇页) vào năm Chánh Đức thứ 6 (1511).
- Nam Kinh Bác vật viện lưu trữ bản chép tay, Thượng Hải Bác vật viện lưu trữ bản hành thư trên mặt quạt của Thư thuyết vào năm Gia Tĩnh thứ 14 (1535).